# Patrick Renna

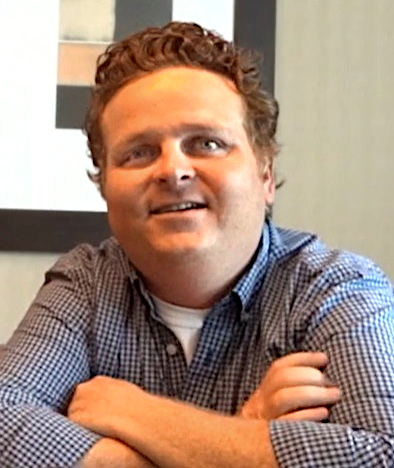
Patrick Renna im Jahr 2013

Patrick Renna (* 3. März 1979 in Boston, Massachusetts) ist US-amerikanischer Schauspieler.

## Leben und Karriere
Patrick Renna wurde 1979 in Boston, Massachusetts geboren. Dort besuchte er die Delphi Academy. Seit dem 6. Oktober 2006 ist er verheiratet. Renna ist Anhänger und Mitglied von Scientology.
Patrick Renna feierte sein Schauspieldebüt 1992 in der Fernsehserie Salute Your Shorts, in der er einen Satz sagte, aber im Abspann keine Erwähnung fand. Seine erste größere Rolle hatte er im Jahr darauf in der Filmkomödie Herkules und die Sandlot-Kids. Darin spielte er Hamilton 'Ham' Porter, der mit seinen Freunden (u. a. dargestellt durch Tom Guiry und Brandon Quintin Adams) nur Baseball spielen möchte, aber ungewollt in ein Abenteuer stürzt. Im gleichen Jahr spielte er an der Seite von Pauly Shore und Carla Gugino in der Filmkomödie Schwiegersohn Junior die Rolle des Zack Warner. Als Torwart Larry war Renna 1995 in The Big Green – Ein unschlagbares Team zu sehen, worin Steve Guttenberg und Olivia d’Abo die Hauptrollen erhielten.
Im Jahr 2003 spielte er die Rolle des Styles McFee in College Animals, der seinem Bruder Booker (Chris Owen) helfen möchte dessen Jungfräulichkeit zu verlieren. In diesem Film arbeitete er gemeinsam mit Tatyana Ali, Boti Bliss, Gable Carr, James DeBello, Marieh Delfino und Tony Denman zusammen. Des Weiteren hatte Renna Gastauftritte in verschiedenen Fernsehserien wie zum Beispiel Das Leben und Ich, Hör mal, wer da hämmert, Akte X – Die unheimlichen Fälle des FBI, Emergency Room – Die Notaufnahme, The Closer oder CSI: Den Tätern auf der Spur. Zuletzt stand Patrick Renna für die Kurzfilme The Matthew Morrison Story und Touring vor der Kamera.
Im Jahr 2007 erschien das Videospiel zur Comicverfilmung von Spider-Man 3, für das er als Synchronsprecher engagiert wurde.

## Filmografie (Auswahl)
- 1993: Herkules und die Sandlot-Kids (The Sandlot)
- 1993: Schwiegersohn Junior (Son in Law)
- 1994: Summertime Switch – Chaos im Feriencamp (Summertime Switch, Fernsehfilm)
- 1994: Der kleine Gigant (Beanstalk)
- 1995: The Big Green – Ein unschlagbares Team (The Big Green)
- 1996: Das Leben und Ich (Fernsehserie, Folge 3x18 Life Lessons)
- 1996: Hör mal, wer da hämmert (Home Improvement, Fernsehserie, Folge 5x23 Tim und das Theater)
- 1996: Manchmal kommen sie wieder II (Sometimes They Come Back… Again)
- 1998: Akte X – Die unheimlichen Fälle des FBI (The X-Files, Fernsehserie, Folge 5x12 Böses Blut)
- 1999: Emergency Room – Die Notaufnahme (ER, Fernsehserie, Folge 6x05 Folgenschwere Vertauschung)
- 1999: Fünf Freunde in geheimer Mission (P.U.N.K.S.)
- 2001: Disneys Große Pause (Recess: School’s Out, Fernsehserie, Stimme)
- 2002–2003: Für alle Fälle Amy (Judging Amy, Fernsehserie, zwei Folgen)
- 2003: College Animals (National Lampoon Presents Dorm Daze)
- 2005: The Closer (Fernsehserie, Folge 1x06 Ein Date mit dem Tod)
- 2005–2007: Boston Legal (Fernsehserie, drei Folgen)
- 2007: CSI: Den Tätern auf der Spur (CSI: Crime Scene Investigation, Fernsehserie, Folge 8x01 Tote Puppen – Teil 2)
- 2009: Sunset Vampires – Biss in alle Ewigkeit (Life Blood)
- 2011: The Matthew Morrison Story (Kurzfilm)
- 2011: Touring (Kurzfilm)
- 2015: Lavalantula – Angriff der Feuerspinnen (Lavalantula)
- 2018 GLOW